# 迪诺·布鲁尼
迪诺·布鲁尼（義大利語：Dino Bruni，1932年4月13日—），意大利男子自行车运动员。他曾代表意大利参加1952年和1956年夏季奥林匹克运动会自行车比赛，获得男子团体公路赛银牌。